# تفك (سغز أباد)
تفك (بالفارسية: تفک) هي قرية تقع في إيران في قسم سغز أباد الريفي. يقدر عدد سكانها بـ 615 نسمة .